# Kesseling
Kesseling é um município da Alemanha localizada no distrito de Ahrweiler, na associação municipal de Verbandsgemeinde Altenahr, no estado da Renânia-Palatinado.

## Política
Cadeiras ocupadas na comunidade:
|      | CDU | FWG | Total       |
| 2009 | 4   | 8   | 12 Cadeiras |
| 2004 | 5   | 7   | 12 Cadeiras |